# Самедіціно-Університеті (станція метро)
41°43′38″ пн. ш. 44°45′45″ сх. д. / 41.72722° пн. ш. 44.76250° сх. д.
Самедіціно-Університеті (груз. სამედიცინო უნივერსიტეტი, «Медичний університет»)  — станція Сабурталінської лінії Тбіліського метрополітену, розташована між станціями Текнікурі-Університеті та Делісі. До 1992 називалася «Комсомольська» (კომკავშირი" [Комкавшірі]). Відкрита 15 квітня 1979.
Колонна трипрогінна станція мілкого закладення. Станція оздоблена у білу гаму кольорів з коричневими вставками по колійним стінам. Виходи по обох торцях станції, в сторону станції Деліс є двострічковий ескалатор на підйом.

## Ресурси Інтернету
- Тбіліський метрополітен [Архівовано 19 травня 2014 у Wayback Machine.](англ.)
- Тбіліський метрополітен(груз.)